# Высшая лига КВН 2024
Сезон Высшей лиги КВН 2024 года — 38-й сезон с возрождения телевизионного КВН в 1986 году.
По итогам фестиваля «КиВиН-2024» в Высшую лигу попали 20 команд, среди которых и действующие чемпионы клуба, команда «Флэш-Рояль» из Ростова-на-Дону. Это третий случай, когда чемпион не пропускает сезон, после «Парней из Баку» в 1993 году и «Обычных людей» в 2008-м. Помимо ростовчан, в сезон попали ещё два финалиста Высшей лиги 2023: «Ровеньки» и «Атомная сборная».
По традиции в Высшую лигу автоматически попал чемпион Премьер-лиги, коим в 2023 году стала команда «Каракуз» из Альметьевска. Также в Высшую лигу попали несколько коллективов, которые помимо КВН играли в 2023 году в первом сезоне проекта «Лига городов» на ТНТ: «Негоден» из Санкт-Петербурга, «ВВ» из Омска, «Столик» из Чулыма (команда, которая уже играла в Высшей лиге в 2022 году), а также московские команды «Мастер Муси» (в Лиге городов — «Пацаны»), Сборная РУДН (ранее выступавшая, как «Имени Рената Абдулкеримова»; в Лиге городов — «Ренаты») и «Секция».
Сезон 2024 — первый сезон Высшей лиги, в котором играют только российские команды. Помимо Москвы и Санкт-Петербурга, в сезоне представлены Орловская, Белгородская, Ростовская, Ленинградская, Свердловская, Челябинская, Курганская, Омская, Мурманская и Новосибирская области, Ставропольский и Забайкальский края, республики Татарстан и Северная Осетия-Алания.
Впервые с сезона-2021, у игр Высшей лиги появился постоянный ведущий, им стал участник Сборной Санкт-Петербурга, Дмитрий Хрусталёв.
Этот сезон стал первым без участия Александра Васильевича Маслякова. Из-за неоперабельной опухоли в лёгких, которую у него обнаружили в 2022 году после перенесённого им COVID-19, ведущий был вынужден отойти от дел, и в сезоне 2024 не появлялся даже на генеральных репетициях игр. Масляков скончался 8 сентября от рака лёгких в возрасте 82 лет. Прощание состоялось 11 сентября в концертном зале «Планета КВН». Похоронен в тот же день на Новодевичьем кладбище.

## Состав
Для участия в сезоне были приглашены следующие 20 команд КВН:
1. Оборович (Москва) — чемпионы Лиги Москвы и Подмосковья
2. Для вас (Мурманск) — полуфиналисты Первой лиги
3. Без грани (Чита) — финалисты Первой лиги
4. Секция (Москва) — финалисты Первой лиги (под названием «Секция по бадминтону»)
5. Леон Киллер (Камышлов) — финалисты Первой лиги
6. Негоден (Санкт-Петербург) — финалисты Первой лиги, чемпионы лиги «Нева»
7. ВВ (Омск) — полуфиналисты Премьер-лиги
8. Евразия (Челябинск) — полуфиналисты Премьер-лиги
9. Сборная РУДН (Москва) — финалисты Премьер-лиги (под названием «Имени Рената Абдулкеримова»)
10. Мастер Муси (Москва) — финалисты Премьер-лиги
11. Каракуз (Альметьевск) — чемпионы Премьер-лиги
12. Колосок (Михайловск) — второй сезон в Высшей лиге, финалисты Первой лиги
13. Джентльмены удачи (Курган) — второй сезон в Высшей лиге
14. Иван Иванов (Москва) — третий сезон в Высшей лиге
15. Близкие (Белгород) — второй сезон в Высшей лиге
16. Юрикен (Владикавказ) — второй сезон в Высшей лиге
17. Столик (Чулым) — второй сезон в Высшей лиге, полуфиналисты Премьер-лиги
18. Атомная сборная (Сосновый Бор) — третий сезон в Высшей лиге
19. Ровеньки (Орёл) — третий сезон в Высшей лиге
20. Флэш-Рояль (Ростов-на-Дону) — четвёртый сезон в Высшей лиге, действующие чемпионы Клуба

Чемпионом сезона стала команда «Юрикен».

## Игры

### ⅛ финала
Игры 1/8-й финала прошли в ЦАТРА с 17 февраля по 19 марта. Ведущий игр — Дмитрий Хрусталёв.
Первая ⅛ финала
- Дата игры: 17 февраля (эфир: 2 марта[22])
- Команды: Атомная сборная (Сосновый Бор), Для вас (Мурманск), Столик (Чулым), Каракуз (Альметьевск), Леон Киллер (Камышлов)
- Жюри: Михаил Галустян, Алла Михеева, Валдис Пельш, Вадим Галыгин, Сергей Жилин[23]
- Конкурсы: Приветствие, Разминка, Музыкальное домашнее задание

| Команда         | Приветствие | Разминка | общий | МДЗ | Итого |
| --------------- | ----------- | -------- | ----- | --- | ----- |
| Атомная сборная | 4,8         | 4,4      | 9,2   | 4,6 | 13,8  |
| Для вас         | 5           | 3,6      | 8,6   | 4,2 | 12,8  |
| Столик          | 5           | 3,8      | 8,8   | 4,8 | 13,6  |
| Каракуз         | 5           | 3,4      | 8,4   | 4,6 | 13    |
| Леон Киллер     | 5           | 3,8      | 8,8   | 4,8 | 13,6  |

Итог игры:
1. Атомная сборная
2. Столик; Леон Киллер
3. Каракуз
4. Для вас

- В сезоне 2024 играется новый формат «разминки» — «блиц». Конкурс состоит из двух раундов. В первом команды должны быстро ответить на вопросы ведущего. Примеры из первой игры: «Как нужно назвать песню, чтоб её не запретила Мизулина?», «Самая неудачная фраза на первом свидании», «Почему Медведев давно не пишет в Телеграм?» Во втором раунде командам нужно закончить оборванное «пуш-уведомление», например: стоматолог пишет «Извините, произошла ошибка…» или Собянин пишет «Привет! Как думаешь, а если в Москве…»[24]
- «Для вас» — единственные дебютанты Высшей лиги, вылетевшие на этапе 1/8-й финала. В трёх последующих играх непроходные места заняли команды, уже игравшие в Высшей лиге ранее.
- Начиная с этой игры, оценки объявляет не человек за компьютером, а ведущий. В эфире оценки появляются в виде графики на экране.

Вторая ⅛ финала
- Дата игры: 27 февраля (эфир: 6 апреля)
- Команды: Близкие (Белгород), Сборная РУДН (Москва), Негоден (Санкт-Петербург), Колосок (Михайловск), Юрикен (Владикавказ)
- Жюри: Михаил Галустян, Камила Валиева, Юрий Аксюта, Валдис Пельш, Вадим Галыгин
- Конкурсы: Приветствие, Разминка, Музыкальное домашнее задание

| Команда      | Приветствие | Разминка | общий | МДЗ | Итого |
| ------------ | ----------- | -------- | ----- | --- | ----- |
| Близкие      | 4,4         | 3,8      | 8,2   | 4,6 | 12,8  |
| Сборная РУДН | 4,6         | 4,4      | 9     | 4   | 13    |
| Негоден      | 4,4         | 3,8      | 8,2   | 5   | 13,2  |
| Колосок      | 3,8         | 3,6      | 7,4   | 4,4 | 11,8  |
| Юрикен       | 5           | 3,8      | 8,8   | 5   | 13,8  |

Итог игры:
1. Юрикен
2. Негоден
3. Сборная РУДН
4. Близкие
5. Колосок

- В эфире этой игры появилась новая заставка передачи КВН.
- Изначально, игра должна была выйти в эфир 23 марта. Эфир был отложен из-за теракта в «Крокус Сити Холле» днём ранее.
- Камила Валиева — самый молодой член жюри Высшей лиги КВН, как по возрасту (17 лет на день игры), так и по дате рождения (родилась в 2006 году)[25][26].

Третья ⅛ финала
- Дата игры: 13 марта (эфир: 20 апреля[27][комм 1][28][29])
- Команды: ВВ (Омск), Джентльмены удачи (Курган), Оборович (Москва), Мастер Муси (Москва), Флэш-Рояль (Ростов-на-Дону)
- Жюри: Михаил Галустян, Shaman, Валдис Пельш, Евгения Медведева, Вадим Галыгин
- Конкурсы: Приветствие, Разминка, Музыкальное домашнее задание

| Команда           | Приветствие | Разминка | общий | МДЗ | Итого |
| ----------------- | ----------- | -------- | ----- | --- | ----- |
| ВВ                | 4,8         | 3,4      | 8,2   | 4   | 12,2  |
| Джентльмены удачи | 4           | 4        | 8     | 4   | 12    |
| Оборович          | 4,8         | 3,6      | 8,4   | 4,8 | 13,2  |
| Мастер Муси       | 4,8         | 4,2      | 9     | 4,8 | 13,8  |
| Флэш-Рояль        | 5           | 5        | 10    | 5   | 15    |

Итог игры:
1. Флэш-Рояль
2. Мастер Муси
3. Оборович
4. ВВ
5. Джентльмены удачи

- На игре в конкурсе приветствие команда «Оборович» выступила после «Джентльменов удачи». В эфире эти приветствия поменяли местами.
- В приветствии и домашнем задании команды «Флэш-Рояль» принял участие Дмитрий Соколов из «Уральских пельменей». Финальную песню домашнего задания исполнили Игорь Бурнышев («Burito») и участники группы «Filatov & Karas». В домашнем задании команды «Оборович» выступил певец Александр Шоуа.

Четвёртая ⅛ финала
- Дата игры: 19 марта (эфир: 11 мая[30])
- Команды: Евразия (Челябинск), Иван Иванов (Москва), Без грани (Чита), Секция (Москва), Ровеньки (Орёл)
- Жюри: Вадим Галыгин, Валдис Пельш, Константин Эрнст, Евгения Медведева, Андрей Кириленко
- Конкурсы: Приветствие, Разминка, Музыкальное домашнее задание

| Команда     | Приветствие | Разминка | общий | МДЗ | Итого |
| ----------- | ----------- | -------- | ----- | --- | ----- |
| Евразия     | 4,6         | 3,4      | 8     | 4   | 12    |
| Иван Иванов | 4           | 4        | 8     | 3,8 | 11,8  |
| Без грани   | 4,4         | 3,6      | 8     | 4,2 | 12,2  |
| Секция      | 4,8         | 4,2      | 9     | 4   | 13    |
| Ровеньки    | 5           | 5        | 10    | 4,6 | 14,6  |

Итог игры:	
1. Ровеньки
2. Секция
3. Без грани
4. Евразия
5. Иван Иванов

- На игре в конкурсе «приветствие» команда «Без грани» выступила третьей, а «Секция» — четвёртой. В эфире эти приветствия поменяли местами[31][32].

### Четвертьфиналы
Четвертьфинальные игры прошли в ЦАТРА 16 и 23 апреля, а также 21 и 28 мая. Ведущий игр — Дмитрий Хрусталёв. На этом этапе игрались четыре конкурса: приветствие, разминка, СТЭМ и музыкальный конкурс. Из каждой игры в полуфинал прошли по две команды.
Первый четвертьфинал
- Дата игры: 16 апреля[35] (эфир: 25 мая[36])
- Команды: Каракуз (Альметьевск), Оборович (Москва), Евразия (Челябинск), Юрикен (Владикавказ)
- Жюри: Вадим Галыгин, Валдис Пельш, Константин Эрнст, Юлианна Караулова, Андрей Кириленко
- Конкурсы: Приветствие, Разминка, СТЭМ, Музыкальный номер

| Команда  | Приветствие | Разминка | общий | СТЭМ | общий | Муз. номер | Итого |
| -------- | ----------- | -------- | ----- | ---- | ----- | ---------- | ----- |
| Каракуз  | 4,6         | 3,8      | 8,4   | 5    | 13,4  | 4,4        | 17,8  |
| Оборович | 4           | 4,4      | 8,4   | 5    | 13,4  | 5          | 18,4  |
| Евразия  | 4,4         | 4,6      | 9     | 4,2  | 13,2  | 4,6        | 17,8  |
| Юрикен   | 5           | 4,2      | 9,2   | 4,8  | 14    | 4,8        | 18,8  |

Итог игры:	
1. Юрикен
2. Оборович
3. Евразия; Каракуз

Второй четвертьфинал
- Дата игры: 23 апреля[37] (эфир: 8 июня[38])
- Команды: Сборная РУДН (Москва), Секция (Москва), Столик (Чулым), Флэш-Рояль (Ростов-на-Дону)
- Жюри: Роман Постовалов, Евгения Медведева, Константин Эрнст, Алексей Ягудин, Юлия Барановская
- Конкурсы: Приветствие, Разминка, СТЭМ, Музыкальный номер

| Команда      | Приветствие | Разминка | общий | СТЭМ | общий | Муз. номер | Итого |
| ------------ | ----------- | -------- | ----- | ---- | ----- | ---------- | ----- |
| Сборная РУДН | 4,2         | 4,4      | 8,6   | 4,2  | 12,8  | 5          | 17,8  |
| Секция       | 4           | 4,2      | 8,2   | 4,2  | 12,4  | 4,6        | 17    |
| Столик       | 3,8         | 3,6      | 7,4   | 3,8  | 11,2  | 5          | 16,2  |
| Флэш-Рояль   | 4,8         | 5        | 9,8   | 5    | 14,8  | 4,4        | 19,2  |

Итог игры:	
1. Флэш-Рояль
2. Сборная РУДН
3. Секция
4. Столик

- В приветствии команды «Флэш-Рояль» приняла участие певица Бьянка, а в музыкальном номере — тиктокер Alek, известный по каверу на песню «Прощание» группы «Три дня дождя и Mona»[39].

Третий четвертьфинал
- Дата игры: 21 мая[40] (эфир: 15 июня[41])
- Команды: Без грани (Чита), Негоден (Санкт-Петербург), Мастер Муси (Москва), Атомная сборная (Сосновый Бор)
- Жюри: Вадим Галыгин, Камила Валиева, Юрий Аксюта, Валдис Пельш, Роман Постовалов
- Конкурсы: Приветствие, Разминка, СТЭМ, Музыкальный номер

| Команда         | Приветствие | Разминка | общий | СТЭМ | общий | Муз. номер | Итого |
| --------------- | ----------- | -------- | ----- | ---- | ----- | ---------- | ----- |
| Без грани       | 4,4         | 4        | 8,4   | 4,2  | 12,6  | 5          | 17,6  |
| Негоден         | 5           | 4,2      | 9,2   | 4,6  | 13,8  | 4,8        | 18,6  |
| Мастер Муси     | 4,2         | 3,6      | 7,8   | 3,8  | 11,6  | 4,4        | 16    |
| Атомная сборная | 4,4         | 5        | 9,4   | 5    | 14,4  | 4,8        | 19,2  |

Итог игры:
1. Атомная сборная
2. Негоден
3. Без грани
4. Мастер Муси

Четвёртый четвертьфинал
- Дата игры: 28 мая[42][43] (эфир: 29 июня[44])
- Команды: ВВ (Омск), Близкие (Белгород), Леон Киллер (Камышлов), Ровеньки (Орёл)
- Жюри: Вадим Галыгин, Евгения Медведева, Константин Эрнст, Пелагея, Валдис Пельш
- Конкурсы: Приветствие, Разминка, СТЭМ, Музыкальный номер

| Команда     | Приветствие | Разминка | общий | СТЭМ | общий | Муз. номер | Итого |
| ----------- | ----------- | -------- | ----- | ---- | ----- | ---------- | ----- |
| ВВ          | 4,8         | 4,4      | 9,2   | 4,2  | 13,4  | 4,6        | 18    |
| Близкие     | 5           | 5        | 10    | 5    | 15    | 4,8        | 19,8  |
| Леон Киллер | 4,8         | 4        | 8,8   | 4,4  | 13,2  | 4,6        | 17,8  |
| Ровеньки    | 4,8         | 5        | 9,8   | 4,8  | 14,6  | 5          | 19,6  |

Итог игры:
1. Близкие
2. Ровеньки
3. ВВ
4. Леон Киллер

- В музыкальном номере команды «Леон Киллер» приняла участие Аня Покров, а в музыкальном номере «Ровеньков» — Алексей Потехин.

### Полуфиналы
Первый полуфинал
- Дата игры: 8 октября[45][46] (эфир - 19 октября)
- Команды: Ровеньки (Орёл), Оборович (Москва), Негоден (Санкт-Петербург), Юрикен (Владикавказ)
- Жюри: Вадим Галыгин, Екатерина Мизулина, Юрий Аксюта, Юлианна Караулова, Валдис Пельш
- Конкурсы: Приветствие, Разминка, Музыкальный номер, Домашнее задание

| Команда  | Приветствие | Разминка | общий | Муз. номер | общий | ДЗ  | Итого |
| -------- | ----------- | -------- | ----- | ---------- | ----- | --- | ----- |
| Ровеньки | 4,8         | 5        | 9,8   | 4,2        | 14    | 4,6 | 18,6  |
| Оборович | 4           | 4,4      | 8,4   | 4,8        | 13,2  | 4,8 | 18    |
| Негоден  | 5           | 4,4      | 9,4   | 4,2        | 13,6  | 4,6 | 18,2  |
| Юрикен   | 4,6         | 4,8      | 9,4   | 5          | 14,4  | 5   | 19,4  |

Итог игры:
1. Юрикен
2. Ровеньки
3. Негоден
4. Оборович

- Игра началась с памятного видео, посвященному А. В. Маслякову.

Второй полуфинал
- Дата игры: 15 октября[47](Эфир: 9 ноября)
- Команды: Атомная сборная (Сосновый Бор), Сборная РУДН (Москва), Близкие (Белгород), Флэш-Рояль (Ростов-на-Дону)
- Жюри: Демис Карибидис, Екатерина Мизулина, Валдис Пельш, Константин Эрнст, Пелагея, Михаил Боярский
- Конкурсы: Приветствие, Разминка, Музыкальный номер, Домашнее задание

| Команда         | Приветствие | Разминка | общий | Муз. номер | общий | ДЗ  | Итого |
| --------------- | ----------- | -------- | ----- | ---------- | ----- | --- | ----- |
| Атомная сборная | 4,8         | 4,8      | 9,6   | 4,8        | 14,4  | 5   | 19,4  |
| Сборная РУДН    | 4,3         | 4,2      | 8,5   | 4,3        | 12,8  | 4,8 | 17,6  |
| Близкие         | 5           | 4,8      | 9,8   | 5          | 14,8  | 5   | 19,8  |
| Флэш-Рояль      | 4,8         | 5        | 9,8   | 4,8        | 14,6  | 5   | 19,6  |

Итог игры:
1. Близкие
2. Флэш-Рояль
3. Атомная сборная
4. Сборная РУДН

- В музыкальном номере и домашнем задании команды «Флэш-Рояль» принял участие Вячеслав Макаров. В музыкальном номере команды «Близкие» принял участие Аркадий Укупник.

### Финал
- Дата игры: 8 декабря[48] (Эфир: 30 декабря)
- Команды: Ровеньки (Орёл), Юрикен (Владикавказ), Близкие (Белгород), Флэш-Рояль (Ростов-на-Дону)
- Жюри: Вадим Галыгин, Екатерина Мизулина, Константин Эрнст, Татьяна Навка, Сергей Светлаков
- Конкурсы: Приветствие, Разминка, СТЭМ, Музыкальное домашнее задание

| Команда    | Приветствие | Разминка | общий | СТЭМ | общий | МДЗ | Итого |
| ---------- | ----------- | -------- | ----- | ---- | ----- | --- | ----- |
| Ровеньки   | 4,2         | 4,2      | 8,4   | 4,6  | 13    | 4,6 | 17,6  |
| Юрикен     | 4,8         | 5        | 9,8   | 5    | 14,8  | 5   | 19,8  |
| Близкие    | 5           | 4,8      | 9,8   | 4,8  | 14,6  | 4,6 | 19,2  |
| Флэш-Рояль | 5           | 4,6      | 9,6   | 5    | 14,6  | 4   | 18,6  |

Итог игры:
1. Юрикен
2. Близкие
3. Флэш-Рояль
4. Ровеньки

Чемпионами сезона 2024 стала команда «Юрикен».
- Игра состоялась в КЗ «Москва».
- Это первый финал с 2015 года, чемпионы которого закрывали игру.
- «Юрикен» стали четырнадцатой командой, занявшей первые места во всех играх чемпионского сезона. И всего лишь второй в 21 веке (после Так-то в 2019), которая при этом побеждала во всех играх единолично.
- «Юрикен» — первые чемпионы Высшей лиги, ни одну из игр которых не вёл Александр Васильевич Масляков.
- Разминка и СТЭМ на этой игре прошли с участием звёзд. В разминке приняли участие Валерия и Сергей Жилин. В СТЭМах команд сыграли: Игорь Ознобихин и Роман Попов («Близкие»); Виталий Милонов («Ровеньки»); Ксения Корнева («Юрикен»); Екатерина Стриженова, Ёлка, Burito, Олег Гаркуша, Катя Лель и группа «5sta Family» («Флэш-Рояль»).
- В музыкальных домашних заданиях приняли участие Алла Михеева («Флэш-Рояль») и Алексей Кривеня («Ровеньки»).
- Ровеньки стали третьей командой после Сборной города Мурманска и «Радио Свобода», сыгравшей три финала, но не ставшей чемпионом.

## Члены жюри
В жюри сидели 21 человек. Это третий подряд и четвёртый в истории Высшей лиги сезон, в котором в жюри не было Юлия Гусмана.
9 игр
- Вадим Галыгин
- Валдис Пельш

6 игр
- Константин Эрнст

4 игры
- Евгения Медведева

3 игры
- Юрий Аксюта
- Михаил Галустян
- Екатерина Мизулина

2 игры
- Камила Валиева
- Юлианна Караулова
- Андрей Кириленко
- Пелагея
- Роман Постовалов

1 игра
- Shaman
- Юлия Барановская
- Михаил Боярский
- Сергей Жилин
- Демис Карибидис
- Алла Михеева
- Татьяна Навка
- Сергей Светлаков
- Алексей Ягудин